# Mortal Kombat
Mortal Kombat je série arkádových bojových počítačových her vytvořená programátorem Ed Boonem a designérem Johnem Tobiasem. První čtyři hry byly vyvinuty Midway Games i na hrací automaty a domácí počítače (PC), později jen na herní konzole a od hry Mortal Kombat (2011) vycházejí znovu také na PC. Původní Mortal Kombat byl vyvinut s digitalizovanými sprity na základě opravdových herců, na rozdíl od animované grafiky.
V důsledku úspěchu prvního dílu, se Mortal Kombat dočkal mnoha pokračování, akčních adventur, filmů (animovaných i hraných), televizních seriálů (animovaných a hraných), komiksových knih i karetních her. V Guinnessově knize rekordů je zapsán jako „nejúspěšnější bojová herní série“.

## Vývoj
Videohru Mortal Kombat začali v roce 1991 vyvíjet čtyři lidi: Ed Boon (programátor), John Tobias (výtvarník a příběh), John Vogel (grafika) a Dan Forden (zvuk). První podobu bojové hry s nindži navrhl Tobias, ta byla však zamítnuta celým managementem Midway. Práce poté započala na videoherní adaptaci filmu Univerzální voják se Jean-Claude van Dammem. Tobias si ji představoval jako bojovou hru s digitalizovanými sprity opravdových herců.
Tým se rozhodl pokračovat v projektu i poté, co dohoda o užívání licence filmu propadla. Úspěch hry Street Fighter II: The World Warrior konečně přesvědčil Midway a nechal tým vytvořit vlastní arkádovou bojovou hru. Oproti Street Fighteru se však hra velmi odlišovala a to především digitalizovanými postavami a velkému množství krve a násilí.
Podle Tobiase je hra inspirovaná čínskou mytologií a příběhy o šaolinských mniších. Inspirací byly také filmy: Drak přichází (1973), Zu Warriors from the Magic Mountain (1983), Velké nesnáze v Malé Číně (1986) a The Swordsman (1990). Řada digitalizovaných postav byla využita vícekrát, jen se změněnými barvami. Od čtvrtého dílu se upustilo od digitalizace herců a používaly se již jen 3D animované postavy s využitím motion capture.

## Zákazy ve světě
Série je známá pro svou vysokou úroveň krvavého násilí, hlavně při ukončování boje tzv. Fatalita. Mortal Kombat byla první hra, která byla označená "Mature" organizací ESRB. V Německu byl do roku 2015 zakázaný každý Mortal Kombat na deset let od vydání. Mortal Kombat (2011) je zakázaný také v Brazílii a Jižní Koreji, v Austrálii byl zakázaný do února 2013. MK11 je zakázaný v Indonésii, Japonsku a na Ukrajině. Na Ukrajině není povolený kvůli zákazu komunistických symbolů (jsou na skinu Skarlet a některých uměleckých obrázcích).

## Příběh

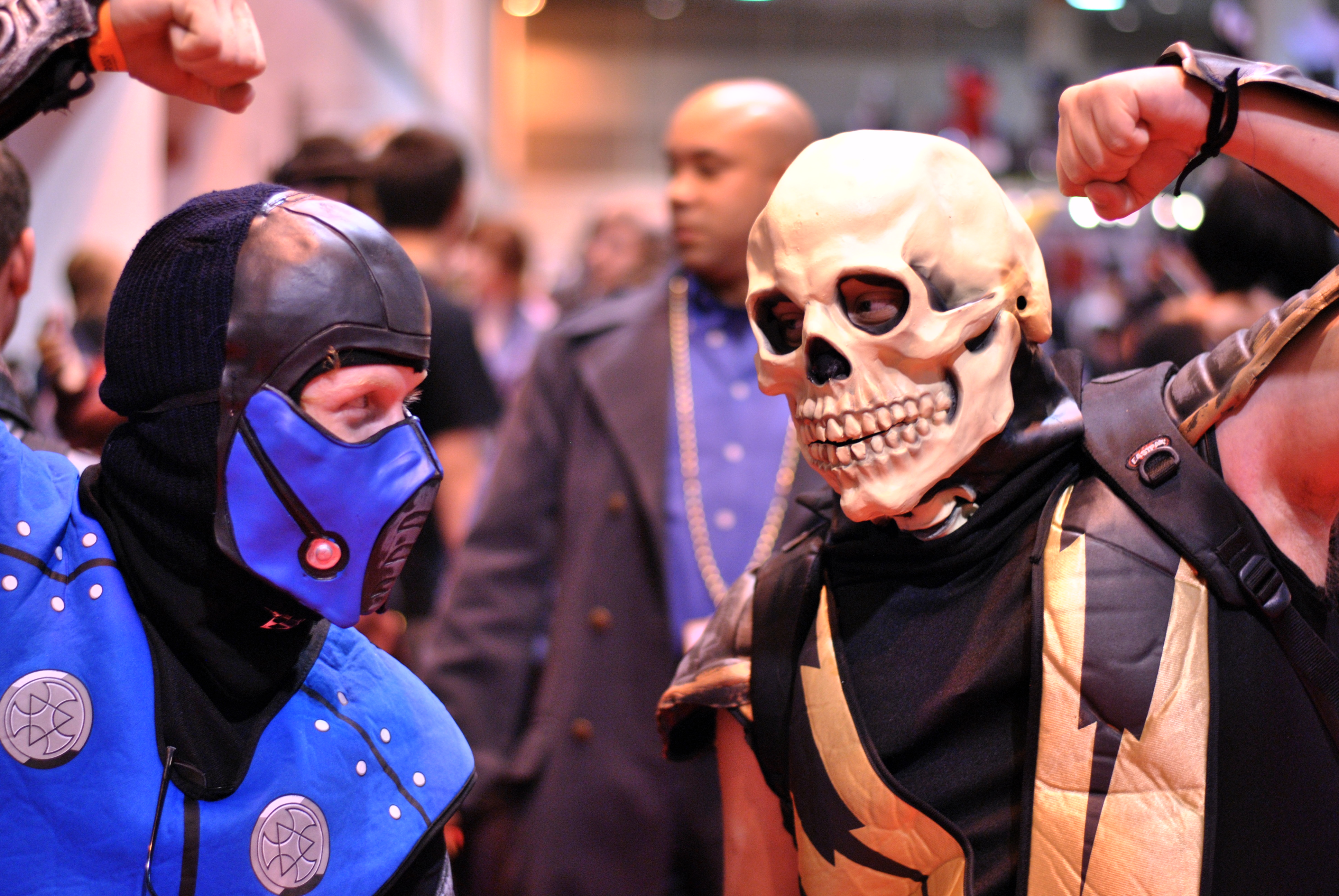
Postavy z Mortal Kombat

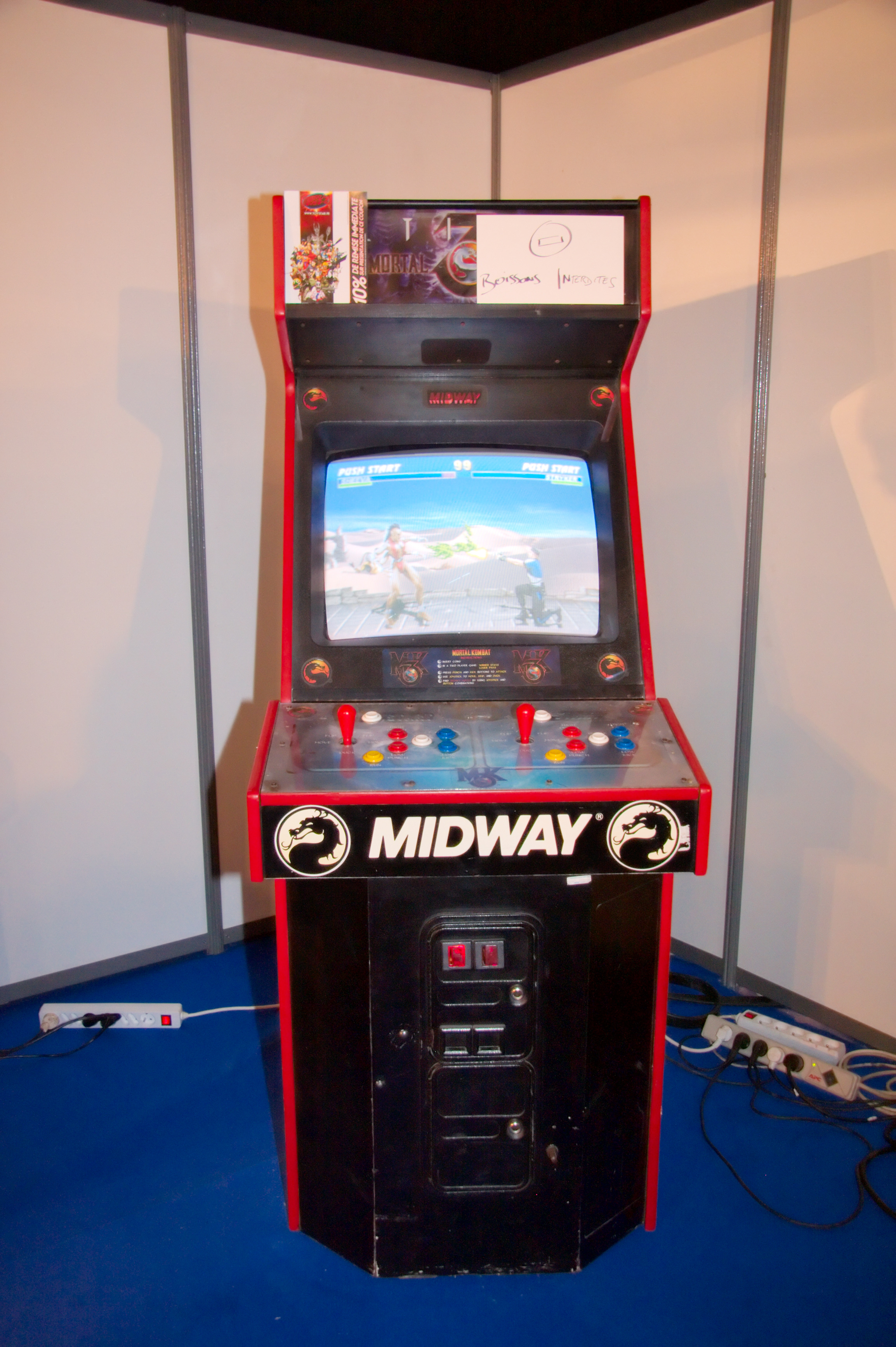
Automat Mortal Kombat 3

Série se odehrává ve fiktivním univerzu složeném z mnoha rozličných říší, které byly kdysi dávno stvořeny Staršími bohy (anglicky Elder Gods) spočívajících v Nebi (Heaven). Hlavních říší je celkem šest, a jsou to: Earthrealm (česky Pozemská říše), planeta Země pod ochranou Staršího boha hromu Raidena, a domov legendárních hrdinů jako jsou Liu Kang, Kung Lao, Sonya Blade, Johnny Cage a Jax Briggs; Netherrealm (česky peklo či podsvětí), planoucí a temná propast obývaná trýzněnými zlými dušemi, hrozivými démony a temnými válečníky jako je Quan Chi a Noob Saibot; Outworld (česky Vnější svět), říše neustálého sváru, kterou císař Shao Kahn prohlašuje za svou vlastní; Seido, Realm of Order (česky Říše řádu), jejíž obyvatelé si cení pořádku a pravidel nade vše; Realm of Chaos (česky Říše chaosu), jejíž obyvatelé naopak pravidly pohrdají, a kde vládne zmatek a neustálé změny; a nakonec mírumilovná Edenia (česky ráj), která je známa pro svou krásu, umělecký projev a dlouhověkost jejích obyvatel. Starší bohové rozhodli, že obyvatelé jedné říše mohou dobýt jinou říši jedině tím, že porazí jejich největší válečníky v deseti turnajích Mortal Kombat. Pokud učiní jinak, bohové je náležitě potrestají.
První díl Mortal Kombat se odehrává v Earthrealm (tedy na Zemi), kterou ohrožují válečníci z Outworldu. Turnaje na obranu Země se zúčastňuje sedm různých bojovníků, mezi něž patří šaolinský mnich Liu Kang, Johnny Cage a Sonya Blade. S pomocí boha hromu Raidena pozemští bojovníci vyhrávají a Liu Kang se stává novým šampionem Mortal Kombatu, když porazí šampiona nepřátelského čaroděje Shang Tsunga. V Mortal Kombat II se zuřící císař Outworldu Shao Kahn není schopen vyrovnat s porážkou, pročež vláká pozemské bojovníky do své říše, ale ani to nezabrání v císařově porážce rukou Liu Kanga. V Mortal Kombat 3 Shao Kahn dobyje Edenii a oživí její bývalou královnu Sindel, s jejíž pomocí se pokusí dobýt Earthrealm, je ale opět poražen Liu Kangem. Po Kahnově porážce je Edenia opět svobodná a na její trůn usedá princezna Kitana. V Mortal Kombat 4 do příběhu vstupuje padlý bůh Shinnok, který se kdysi pokusil dobýt Earthrealm, byl ovšem poražen Raidenem a svržen do Netherrealmu. Nyní se vrací z podsvětí s úmyslem se Raidenovi pomstít a dobýt všechny říše. Je ovšem poražen Liu Kangem.
V Mortal Kombat: Deadly Alliance zlý čaroděj Quan Chi objeví způsob, jak vzkřísit zapomenuté vládce a padlé armády Outworldu, a díky spojenectví s čarodějem Shang Tsungem zabije většinu bojovníků z Earthrealmu s úmyslem podrobit si všechny říše. Raiden a jeho zbývající spojenci se vydají zastavit čaroděje, než bude plně vzkříšena celá armáda. V navazujícím Mortal Kombat: Deception je Raiden poražen, ale jeden ze vzkříšených válečníků, Dračí král Onaga (Dragon King Onaga), bývalý vládce Outworldu, jehož kdysi otrávil Shao Kahn a uzmul jeho trůn, se obrátí proti Quan Chimu a všechny říše prohlásí za své. Zbývající bojovníci tedy stojí proti této nové hrozbě, navíc se k nim připojí síly z Edenie vedené Kitanou a její sestrou Mileenou. Onaga je nakonec poražen.
V Mortal Kombat: Armageddon nastává titulní apokalypsa. Celá staletí před prvním dílem Mortal Kombat předpověděla čarodějnice Delia, že jednoho dne bude síla bojovníků příliš ohromná a pro vesmír neúnosná, což pohltí a destabilizuje všechny říše a povede k ničivému řetězci nevyhnutelných událostí. Edenijský bůh a Deliin manžel Argus tehdy uložil své syny, Tavena a Daegona, do hlubokého spánku, aby byli jednoho dne probuzeni a zachránili všechny říše před zkázou. Odpověď na spásu spočívala v porážce ohnivého elementála zvaného Blaze. Ačkoliv se zpočátku zdá, že plán vyjde, je to nakonec proradný Shao Kahn, kdo porazí Blaze, čímž nastane Armageddon.
V nekanonickém crossoveru Mortal Kombat vs. DC Universe nesledujeme příběh hlavní kontinuity. Po porážce Shao Kahna v univerzu Mortal Kombat a mimozemského dobyvatele Darkseida v univerzu DC dojde ke spojení obou titulních záporáků do jedné bytosti zvané Dark Kahn, což vede ke střetu obou vesmírů a jejich spojení v jedno univerzum. V důsledku těchto událostí se postavy z obou vesmírů dostávají do různých střetů, rozliční hrdinové a záporáci bojují mezi sebou s vírou, že za katastrofu jsou zodpovědní právě oni, dokud nezbyde jen Raiden a Superman. Ti spojí síly proti Dark Kahnovi, po jehož porážce se oba vesmíry opět oddělí, přičemž Shao Kahn je navždy uvězněn ve vesmíru DC a Darkseid v univerzu Mortal Kombat.
V opět kanonickém pokračování Mortal Kombat (2011), velká bitva Armageddonu vyústila v pouhé dva přeživší: Shao Kahna a Raidena. Dle kulminace událostí samozřejmě dojde k poslednímu střetu, při němž je Raiden poražen. Těsně před svou smrtí posílá budoucí vize svému mladšímu já do dob krátce před první díl Mortal Kombat, což přepisuje celou historii. Po obdržení vizí se tak mladší Raiden snaží změnit sled událostí, aby zabránil Armageddonu. Ačkoliv úspěšně porazí Shao Kahna s pomocí Starších bohů, je nucen v sebeobraně zabít Liu Kanga a většina jeho spojenců je zabita královnou Sindel, v důsledku čehož je Earthrealm zranitelný vůči machinacím Shinnoka a Quan Chi.
Mortal Kombat X pokračuje dva roky poté, co byl Shao Kahn poražen. Sledujeme boha Shinnoka a čaroděje Quan Chi, jak vedou vojsko démonů z Netherrealmu a oživlých bojovníků, kteří byli před dvěma roky zabiti (Liu Kang, Kitana, Kung Lao, Jade, Smoke, Kabal a Stryker), s úmyslem dobýt Earthrealm. Skupina bojovníků vedených Raidenem, Johnnym Cage, Kenshi Takahashi a Sonyou Blade se nepřátelům postaví, a v následující bitvě je Shinnok uvězněn ve svém amuletu a Scorpion, Sub-Zero a Jax jsou oživeni a vysvobozeni z jeho zlé vůle, leč Quan Chimu se podaří uprchnout. O pětadvacet let později se Quan Chi vrátí po boku hmyzí bojovnice DʼVorah, aby přivedli Shinnoka zpět. Ačkoliv pomstychtivý Scorpion zabije Quan Chiho, Shinnok je vysvobozen. Padlého boha však dokáže porazit tým nových bojovníků Earthrealmu pod velením Cassie Cage. O nějakou dobu později nemrtví Liu Kang a Kitana ovládnou Netherrealm a Raiden je varuje, že budou čelit „osudům horším než smrt“, pokud ohrozí Earthrealm, a jako varování za sebou nechá useknutou, leč stále živoucí Shinnokovu hlavu. Na závěr nutno dodat, že je Raiden posedlý a zkažený Shinnokovým amuletem.
V Mortal Kombat 11 bůh Raiden, očarovaný Shinnokovým amuletem, plánuje ochránit Earthrealm tím, že zničí všechny své rivaly. V téže době sledujeme Kroniku, Shinnokovu matku a strážkyni času, která se pokouší restartovat celou časovou osu a přinést do vesmíru pořádek, a to i za cenu odstranění Raidena kvůli jeho dřívější manipulaci s časem. Přenese proto různé hrdiny z minulosti do přítomnosti – někteří se přidávají na její stranu, zatímco jiní jsou proti. Poté, co Kronika téměř zabije Liu Kanga, Raiden zjistí, že je strážkyně času nutí k boji napříč různými časovými osami, jelikož se bojí jejich kombinované moci. I přes její značnou snahu a útoky jejích posluhovačů, Raiden daruje svou moc Liu Kangovi, z nějž se tak stává bůh ohně. Díky nově nabyté moci Liu Kang Kroniku zabije, načež se stává novým ochráncem pořádku.
V Mortal Kombat 1 ohnivý bůh Liu Kang použije Kroniky přesýpací hodiny, aby vytvořil nový vesmír. Geras se stal ochráncem pozemské říše a vytvoří křehké spojenectví s císařovnou Outworldu Sindel, pod záštitou pokračování turnajů Mortal Kombat. Kung Lao, Raiden, Johnny Cage a Kenshi se účastní nejnovějšího turnaje. Liu Kang poté posílá Kenshiho, Kung Laa a Johnny Cage do Outworldu, aby zastavili Shang Tsunga, který buduje zařízení schopné ukrást mnoho duší. Zjišťuje se také, že při souboji se hodiny Kroniky rozbily a vytvořily více časových os, v druhé ose porážkou Kroniky vznikl Titan Shang Tsung, ten se pokouší vstřebat Liu Kangovu časovou osu a povolá do ní své válečníky.

## Dokončování
Dokončení (Fatalita) je dokončovací krok, který může být použit proti poraženému soupeři na konci finálového zápasu. V mnoha hrách v sérii existují také různé druhy ukončení. "Fatality" jsou smrtelné, brutální a morbidní provedení kroku na nepřátelské postavě, například vytržení hlavy nebo živého srdce. "Stage Fatality" (Pit) využívá prostředí bojové arény, například shození protivníka z mostu na ostré bodáky, do kyseliny nebo pod metro. Od druhého dílu přibyl "Friendship", bojovník provede naopak milosrdný akt takže soupeř projde bez úhony, obvykle bývá provázen vtipnou scénkou. "Babality" přemění soupeře do dětské verze charakteru.
Od třetího dílu přibyly "Animality" umožňující hráči proměnu ve zvíře, které oponenta roztrhá. "Brutality" provedou kombinaci úderů a kopů dokud soupeř neexploduje, toto ukončení bylo extrémně těžké provést, hráč si musel zapamatovat 11tlačítkovou kombinaci. "Heroic Brutality" používali jen DC hrdinové v Mortal Kombat vs. DC Universe, jsou podobné Fatalitě ale protivníka neusmrtí, protože tyto charaktery normálně nepřítele nezabíjejí. "Fergalita" bylo exkluzivní dokončení pro Mega Drive MK2, umožňující přeměnit Raidena v pracovníka Probe Ltd. Ferguse McGoverna.

## Hry série

### Mortal Kombat (1992)
- Hratelné postavy: Liu Kang, Johnny Cage, Raiden, Sonya Blade, Kano, Scorpion, Sub-Zero
- Ostatní postavy: Reptile (skrytá postava), Goro (sub-boss), Shang Tsung (boss)

### Mortal Kombat 2 (1993)
- Hratelné postavy: Liu Kang, Johnny Cage, Raiden, Scorpion, Sub-Zero, Reptile, Shang Tsung a nové: Baraka, Jax Briggs, Kitana, Kung Lao, Mileena
- Ostatní postavy: Jade, Noob Saibot, Smoke (skryté postavy), Kintaro (sub-boss), Shao Kahn (boss)

### Mortal Kombat III (1995)
- Hratelné postavy: Liu Kang, Sub-Zero, Shang Tsung, Jax Briggs, Kung Lao, Kano, Sonya Blade, nové: Cyrax, Kabal, Nightwolf, Sektor, Sindel, Sheeva, Stryker a skrytá postava Smoke
- Ostatní postavy: Noob Saibot (skrytá postava), Motaro (sub-boss), Shao Kahn (boss)

### Ultimate Mortal Kombat 3 (1995)
- Hratelné postavy: Liu Kang, Sub-Zero, Shang Tsung, Jax Briggs, Kung Lao, Kano, Sonya Blade, Cyrax, Kabal, Nightwolf, Sektor, Sindel, Sheeva, Stryker, Smoke, nové: Motaro, Shao Kahn, Jade, Reptile, Kitana, Scorpion a skryté postavy: Classic Sub-Zero, Ermac, Mileena
- Ostatní postavy: Noob Saibot a Rain (skryté postavy, hratelné jsou pouze na SNES a Mega Drive)

### Mortal Kombat Trilogy (1996)
Tato verze vychází z Ultimate, ale přidává hratelné postavy: Baraka, Raiden, Johnny Cage, Goro, Kintaro, skrytou postavu Chameleon a bojové arény z prvního a druhého dílu.

### Mortal Kombat 4 (1997)
- Hratelné postavy: Raiden, Liu Kang, Reptile, Scorpion, Jax Briggs, Johnny Cage, Sub-Zero, Sonya Blade, nové: Kai, Shinnok, Jarek, Reiko, Tanya, Fujin, Quan Chi a skryté postavy: Goro, Meat a Noob Saibot

V roce 1999 také vyšla Gold verze pro Dreamcast, ta byla rozšířená o Kitanu, Mileenu, Cyraxe, Kung Laa, Baraku a skrytého Sektora.

### Mortal Kombat Mythologies: Sub-Zero (1997)
První plošinová hra v sérii, v příběhu se Sub-Zero snaží zastavit čaroděje Quan Chiho, který chce osvobodit starodávného boha Shinnoka.

### Mortal Kombat: Special Forces (2000)
Druhá plošinovka Mortal Kombat, v ději chce Jax Briggs zastavit Kana a jeho gang "Black Dragon" (Tasia, Tremor, No Face a Jarek). Hra neměla velký úspěch a někdy bývá považována za nejhorší ze série.

### Mortal Kombat: Deadly Alliance (2002)
- Hratelné postavy: Raiden, Reptile, Scorpion, Jax Briggs, Johnny Cage, Sub-Zero, Sonya Blade, Cyrax, Kano, Kitana, Quan Chi, Shang Tsung, nové: Bo' Rai Cho, Drahmin, Frost, Hsu Hao, Kenshi, Li Mei, Mavado, Moloch, Nitara a skryté postavy: Blaze, Mokap

Tournament Edition (2003) pro GBA přidává Sektora, Noob Saibota a Sareenu.

### Mortal Kombat: Deception (2004)
- Hratelné postavy: Baraka, Goro, Kabal, Mileena, Nightwolf, Scorpion, Shao Kahn, Sub-Zero, Ermac, Bo' Rai Cho, nové: Ashrah, Dairou, Darriu, Hotaru, Kobra a skryté postavy: Jade, Kenshi, Li Mei, Liu Kang, Noob-Smoke, Raiden, Sindel, Tanya, Havik, Kira, Shujinko

Mortal Kombat: Unchained (2006) je předělaný Deception pro PSP.

### Mortal Kombat: Shaolin Monks (2005)
Třetí plošinovka, která byla vydaná jen pro PlayStation 2 a Xbox. Děj navazuje na první díl a sleduje cestu Liu Kang a Kung Laa po turnaji.

### Mortal Kombat: Armageddon (2006)
- Hratelné postavy: Ashrah, Baraka, Bo' Rai Cho, Chameleon, Cyrax, Daegon, Dairou, Darrius, Drahmin, Ermac, Frost, Fujin, Goro, Havik, Hotaru, Hsu Hao, Jade, Jarek, Jax, Johnny Cage, Kabal, Kai, Kano, Kenshi, Khameleon, Kintaro, Kira, Kitana, Kobra, Kung Lao, Li Mei, Liu Kang, Mavado, Mileena, Mokap, Moloch, Motaro, Nightwolf, Nitara, Noob Saibot, Onaga, Quan Chi, Raiden, Rain, Reiko, Reptile, Sareena, Scorpion, Sektor, Shang Tsung, Shao Kahn, Sheeva, Shinnok, Shujinko, Sindel, Smoke, Sonya Blade, Stryker, Sub-Zero, Tanya, Taven, skryté: Meat, Blaze a nové i skryté: Daegon a Taven.

### Mortal Kombat vs. DC Universe (2008)
- Hratelné postavy: Baraka, Jax, Kano, Kitana, Liu Kang, Raiden, Scorpion, Shang Tsung, Sonya Blade, Sub-Zero, DC hrdinové: Batman, Captain Marvel, Catwoman, Deathstroke, Flash, Green Lantern, Joker, Lex Luthor, Superman, Wonder Woman a skryté postavy: Shao Khan a Darkseid.

### Mortal Kombat (2011)
- Hratelné postavy: Baraka, Cyrax, Ermac, Jade, Jax, Johnny Cage, Kabal, Kano, Kitana, Kung Lao, Liu Kang, Mileena, Nightwolf, Noob Saibot, Raiden, Reptile, Scorpion, Sektor, Shang Tsung, Sheeva, Sindel, Smoke, Sub-Zero, Stryker, Sonya Blade, skryté: Cyber Sub-Zero, Quan Chi a stahovatelné: Freddy Krueger, Kenshi, Rain, Skarlet a exkluzivně pro PS3: Kratos.
- Ostatní postavy: Goro, Kintaro a Shao Kahn (boss postavy).

### Mortal Kombat X (2015)
- Hratelné postavy: Ermac, Jax, Johnny Cage, Kano, Kenshi, Kitana, Kung Lao, Liu Kang, Mileena, Quan Chi, Raiden, Reptile, Scorpion, Shinnok, Sonya Blade, Sub-Zero a Tanya. Nové: Cassie Cage, D'Vorah, Erron Black, Ferra/Torr, Jacqui Briggs, Kotal Kahn, Kung Jin a Takeda.
- Stahovatelné postavy: Bo' Rai Cho, Goro, Jason Voorhees, Leatherface, Predator, Tanya, Tremor, Tri-Borg a Xenomorph.

### Mortal Kombat 11 (2019)
- Hratelné postavy: Baraka, Cassie Cage, D'Vorah, Erron Black, Jacqui Briggs, Jade, Jax Briggs, Johnny Cage, Kabal, Kano, Kitana, Kotal Kahn, Kung Lao, Liu Kang, Noob Saibot, Raiden, Scorpion, Shao Kahn, Skarlet, Sonya Blade a Sub-Zero, nové: Cetrion, Geras a Kollector.
- Stahovatelné postavy: Frost, Fujin, Joker, Nightwolf, Rambo, Robocop, Shao Kahn, Shang Tsung, Sheeva, Sindel, Spawn a Terminator.[3]

### Mortal Kombat 1 (2023)
- Hratelné postavy: Ashrah, Baraka, General Shao, Geras, Johnny Cage, Kenshi, Kitana, Kung Lao, Li Mei, Liu Kang, Mileena, Nitara, Raiden, Rain, Reiko, Reptile, Scorpion, Sindel, Smoke, Sub-Zero, Tanya a skrytá postava: Havik.
- Stahovatelné postavy: Ermac, Homelander, Omni-Man, Peacemaker, Quan Chi, Takeda a Shang Tsung.
- Kameo postavy (pomocníci): Cyrax, Darrius, Frost, Goro, Jax Briggs, Kano, Kung Lao, Motaro, Sareena, Scorpion, Sektor, Shujinko, Sonya Blade, Stryker, Sub-Zero a stahovatelné Kameo: Ferra, Johnny Cage, Khameleon, Mavado a Tremor.

## Ostatní média
Mortal Kombat se objevil ve filmech Mortal Kombat (1995) a Mortal Kombat: Annihilation (1997), animovaném filmu Mortal Kombat: The Journey Begins (1995), animovaném seriálu Mortal Kombat: Defenders of the Realm (MK: Animated Series, 1995), hraném seriálu Mortal Kombat: Konquest (Na život a na smrt, 1998) a webseriálu Mortal Kombat: Legacy (2011). V roce 2021 vyšel nový film Mortal Kombat, produkoval ho režisér James Wan.
V roce 1994 vyšlo techno album Mortal Kombat: The Album belgické skupiny The Immortals, některé skladby se objevily ve filmu i hrách. Soundtracky vyšli také pro jednotlivé filmy a pro Mortal Kombat (2011) album Mortal Kombat: Songs Inspired by the Warriors.
Od Midway vyšly komiksy následované první, druhou a čtvrtou hru. Od Malibu Comics vyšlo sedm komiksů s názvem Mortal Kombat: Blood & Thunder vykreslující první díly herní série, komiksy MK Battlewave a Tournament Edition zobrazují především bitvy válečníků proti sobě, další komiksy se zaměřují na příběhy jednotlivých bojovníků: Goro, Raiden a Kano, Baraka, Kitana a Mileena, Kung Lao a U.S. Special Forces. Další komiksy od DC Comics dokreslují příběhy her MK vs. DC Universe a MK X.
Postavy z Mortal Kombat se také objevily v karetních hrách Brady Games a Score Entertainment.

## Hodnocení
| Hra                                 | GameRankings                                                         | Metacritic                                  |
| ----------------------------------- | -------------------------------------------------------------------- | ------------------------------------------- |
| Mortal Kombat                       | (MD) 84,17 % (SNES) 83,33 % (SCD) 60,00 % (GB) 42,17 %               | —                                           |
| Mortal Kombat II                    | (SNES) 85,87 % (MD) 85,62 % (PS3) 68,40 % (GB) 64,50 % (SAT) 57,50 % | (PS3) 72 %                                  |
| Mortal Kombat 3                     | (SNES) 80,23 % (MD) 76,67 % (PS1) 70,33 %                            | —                                           |
| Mortal Kombat Mythologies: Sub-Zero | (PS1) 53,20 % (N64) 44,84 %                                          | —                                           |
| Mortal Kombat 4                     | (N64) 76,07 % (PS1) 75,75 % (PC) 72,14 % (DC) 54,97 % (GBC) 46,00 %  | —                                           |
| Mortal Kombat: Special Forces       | (PS1) 40,23 %                                                        | (PS1) 28 %                                  |
| Mortal Kombat: Deadly Alliance      | (GBA) 84,63 % (Xbox) 82,68 % (PS2) 81,99 % (GC) 81,82 %              | (GBA) 81 % (Xbox) 81 % (GC) 81 % (PS2) 79 % |
| Mortal Kombat: Deception            |                                                                      | (PS2) 81 %                                  |
| Mortal Kombat: Shaolin Monks        |                                                                      | (PS2) 77 %                                  |
| Mortal Kombat: Armageddon           |                                                                      | (PS2) 75 %                                  |
| Mortal Kombat vs. DC Universe       |                                                                      | (PS3) 77 %                                  |
| Mortal Kombat 9                     |                                                                      | (PS3) 83 %                                  |
| Mortal Kombat X                     |                                                                      | (PS4) 83 %                                  |
| Mortal Kombat 11                    |                                                                      | (PS2) 82 %                                  |
| Mortal Kombat 1                     |                                                                      | (PS5) 83 %                                  |